# Emil Salm
Emil Salm, mit vollem Namen Maximilian Karl Josef Salm (* 7. März 1878 in Hanau; † 14. Februar 1938 in Pforzheim), war ein deutscher Bildhauer, der vor allem in Pforzheim wirkte.

## Leben und Werk
Salm wurde als Sohn des Lithographen und Steinschneiders Maximilian Salm in Hanau geboren. Dieser stammte aus dem Adelshaus Salm-Salm, hatte aber aus bisher nicht eruierten Gründen seinen zweiten „Salm“ und das Adelsprädikat abgelegt und ein bürgerlichen Leben geführt. Aus beruflichen Überlegungen übersiedelte die Familie Salm in die Industriestadt Pforzheim, wo Maximilian Karl Josef, genannt Emil Salm, seine Kindheit verbrachte. Möglicherweise war es die Arbeit seines Vaters mit dem Material Stein, die seine Liebe zur bildnerischen Gestaltung und zum Formen weckte. Sein Besuch der Kunstgewerbeschule legte den Grundstein seiner künstlerischen Laufbahn. Danach folgten Studienjahre in München und Berlin. Nach erfolgreicher Schaffenszeit in Düsseldorf ließ er sich wieder in Pforzheim nieder.
Dort erhielt er zahlreiche Aufträge für Bauplastiken an öffentlichen Gebäuden, die später jedoch im Bombenkrieg 1945 in Vielzahl zerstört wurden. Es blieben jedoch einige Kulturdenkmäler fast unversehrt bestehen.

Dreiflüssebrunnen von Emil Salm

In den 1930er Jahren schuf er Büsten von Persönlichkeiten und Privaten, dazu Grabdenkmäler und Brunnen, von denen der berühmteste, der Dreitälerbrunnen (jetzt Dreiflüssebrunnen genannt), noch heute erhalten ist. Für die drei jugendlichen Mädchen, welche die Flüsse Enz, Würm und Nagold symbolisieren, verwendete er auch Aktstudien seiner Tochter Fränzl Salm. Ausgangspunkt für dieses Kunstwerk war der Jugendstil. In seiner folgenden Entwicklung werden seine Figuren – einerseits kraftvoller, andrerseits zarter – fast lyrisch. Das führt durch Vereinfachung zu idealisierten Formen, die sich der modernen Architektur stilgemäß einfügten. Seine Pietà war in der Art der Darstellung seiner Zeit weit voraus. Für die Herstellung dieser Plastik ließ die Stadt Pforzheim das Dach seines Hauses abdecken, um den Rohling mittels Kran in das oberste Stockwerk, sein Atelier, zu transportieren. Das Dach wurde auf Stadtkosten wieder gedeckt. Die Prozedur wiederholte man, als das Werk fertig war.
Seine Madonnen entsprangen einer tiefen Gläubigkeit. Nach Erzählungen seiner Tochter Fränzl Salm war ihr Vater ein nach Ideologie suchender Denker, der Anthroposophie sehr zugeneigt, hatte aber auch die Bibelforscher zeitweilig zu Gast. 

Schneckenreiter von Emil Salm

Viele seiner Plastiken zeigen die Wesenszüge eines poetischen Geistesmenschen. Sein äußeres Erscheinungsbild war seriös und erhaben. Zahlreiche Kleinplastiken zeugen von seinem stillen Humor. Einige dieser Modellskulpturen, z. B. Der Schneckenreiter, befinden sich im Besitz seines Enkelsohnes Peter Kutzer-Salm, auch diverse fotografische Negativ-Glasplatten von Skulpturen, die im Bombardement gegen Kriegsende zerstört wurden.
Noch bestehende Werke in Pforzheim sind unter anderem:
- der Dreiflüssebrunnen (1935) im Blumenhof
- Große Sitzende (1926) im Park des städtischen Klinikums
- Der Schneckenreiter (um 1928) im Stadtgarten, beim Bleichwehr.